# Тогызбулак
Тогызбулак (каз. Тоғызбұлақ) — село в Кегенском районе Алматинской области Казахстана. Входит в состав Жаланашского сельского округа. Код КАТО — 195837300.

## Население
В 1999 году население села составляло 1448 человек (723 мужчины и 725 женщин). По данным переписи 2009 года, в селе проживал 1451 человек (725 мужчин и 726 женщин).

## Известные уроженцы и жильцы
- Молдасанов, Жолсеит (1930—2015) — советский казахстанский овцевод, Герой Социалистического Труда (1973), лауреат Государственной премии СССР.

Демеуов,Бейімбет (1964) - Дирижёр, педагог. Заслуженный деятель Республики Казахстан (Мәдениет саласының үздігі). Кавалер ордена Құрмет. Художественный руководитель и Главный дирижёр Казахской Государственной капеллы.